# Sonnen-Route (EV7)
Die EuroVelo-Route EV7 (Sonnen-Route), ist ein europäischer Radfernweg. Sie führt über 7650 Kilometer vom Nordkap in Norwegen nach Malta und durchquert dabei neun Länder.

## Streckenführung

### Norwegen
In Norwegen verläuft die Strecke ausgehend vom Nordkap über Alta zur finnischen Grenze.

### Finnland
Der finnische Abschnitt des Radwegs ist eine nur wenige Kilometer lange Verbindung durch den äußersten Nordwesten des Landes von Norwegen nach Schweden.

### Schweden
In Schweden führt die Strecke zunächst nach Luleå und anschließend entlang der Ostseeküste nach Süden. Bei Sundsvall biegt der Weg ins Landesinnere ab und verläuft über Örebro nach Göteborg zur Nordsee und weiter bis Helsingborg, von wo aus eine Fährverbindung nach Dänemark führt.

### Dänemark
Von Helsingør verläuft die Route über Kopenhagen nach Gedser zur Fähre nach Deutschland.

### Deutschland
Ausgehend von Rostock führt die Strecke über Berlin und Dresden zur tschechischen Grenze.

### Tschechien
In Tschechien verläuft der Weg durch Ústí nad Labem, Prag und Budweis nach Österreich.

### Österreich
Zunächst führt die Strecke nach Linz und folgt dann der Donau flussaufwärts. Nach einem kurzen Abstecher nach Passau in Deutschland verläuft der Weg weiter entlang des Inns und der Salzach über Salzburg nach Bad Gastein. Von dort werden auf einer Bahnverbindung nach Mallnitz die Alpen unterquert. Anschließend wird der Drau nach Italien gefolgt.

### Italien
Der Weg führt über Bologna und Florenz nach Rom. Von dort wird der Mittelmeerküste über Neapel bis zur Südspitze Siziliens gefolgt.

### Malta
Nach einer Fährverbindung nach Valletta verläuft die Strecke auf Malta als Rundweg auf der gleichnamigen Hauptinsel und auf Gozo.